# Thierry Mariani
Thierry Mariani (Orange, 8 de agosto de 1958) es un político francés. Fue miembro de la Asamblea Nacional de Francia por la cuarta circunscripción de Vaucluse entre 1993 y 2012. También se desempeñó como ministro de Transporte desde el 14 de noviembre de 2010 hasta el 10 de mayo de 2012. Es miembro del Parlamento Europeo.